# Алмас Илдырым
Алма́с Илдыры́м (азерб. Almas İldırım, при рождении — Абульхасан Абдулмухаммед оглы Алмасзаде азерб. Əbülhəsən Əbdülməhəmməd oğlu Almaszadə; 24 марта 1907, Баку — 14 января 1952, Элязыг) — азербайджанский поэт-эмигрант. Родился 24 марта 1907 года в городе Баку, в пригородном селении Гала. На сегодняшний день считается одним из классиков азербайджанской литературы наряду с такими известными поэтами, как Гусейн Джавид, Джафар Джаббарлы, Микаил Мушфиг. В пригороде Баку, в Шувелане, усилиями родственников воздвигнут памятник Алмасу Илдырыму.

## Биография
Алмас Илдырым родился 24 марта 1907 года вблизи Баку, в селе Гала. Через пять лет он начал жить в Шувалане, с 1920 года в Чамберкенде. Начальное образование получил в школе «Иттихад», затем, окончив гимназию, в 1925 году Алмас Илдырым успешно выдержал экзамен на отделение восточной литературы Бакинского университета, но вскоре был отчислен, так как в его анкете в графе «сословие» значилось: «отец — купец». Для молодого Алмаса это был первый удар судьбы. Ему тогда было всего восемнадцать лет. Разгневанный этим, поэт в 1927 году написал стих «Прощание с горами», которое было опубликовано в Турции. В этом же году он пишет стих «За что», который был посвящён несправедливости.
После этого, в 1929 году Алмас был отправлен в ссылку, в Дагестан. И это был ещё один удар судьбы. Живя в Дагестане, Алмас Илдырым выступал со смелыми стихами на страницах газеты «Фигура Дагестана», а также проявил себя как профессиональный журналист. Там же в 1930 году вышла в свет его книга под названием «Когда обращаешься к горам». Однако стихи Алмаса посчитали контрреволюционными и тираж полностью изъяли, но сохранился один экземпляр. В период ссылки в Дагестане А. Ильдырым пишет такие произведения, как "Воспоминания из гор", "Лезги эллери", "Ночи в Крыму" и др. В 1931 году он пишет поэму «Селимхан», которая была посвящена борьбе горцев. Позже он с осторожностью возвращается в Баку, но и на этот раз его отправляют в ссылку в Ашхабад.
В Ашхабаде Алмас Илдырым женился на Зивер Ханум из Южного Азербайджана и у него рождается сын по имени Азер. Также он был назначен директором школы. В 1933 году Алмас Илдырым, с семьей присоединившись к торговому каравану, держит путь в соседний Иран, где из Тегерана направляется в Мешхед. Но по дороге пограничники арестовывают его и держат в тюрьме целых 25 дней. Не выдержав пыток, Алмас Илдырым совершает побег в Турцию.
В 1934 году он получает гражданство Турции. Здесь Алмас Илдырым начинает вести борьбу против большевиков и продолжает свою деятельность. Выпускает свою книгу «Boğulmayan bir səs». Позже, становится членом «Азербайджанского культурного фонда», его работы публикуются в разных газетах и журналах, например «Çinaraltı», «Orxun», «Gökbörü», «Boz qurd», «Komunizimlə mücadilə». Поэт сотрудничал с турецкими печатными изданиями, разъезжал по городам и селам, собирая и записывая народные песни, многие из которых впоследствии вошли в книгу «Qara dastan». Родившийся в селе Гала поэт, в 1952 году скончался в посёлке Гала в Малатье.

## Творчество
- Первая книга стихов А. Илдырыма вышла в Турции в 1936 году. Она называлась «Незаглушённый голос».
- Спустя более чем полвека, в 1990 году в Баку увидела свет его книга, которая называлась так — «Оказавшийся на чужбине сын Азербайджана Алмас Илдырым и его стихи». В неё вошли 18 его произведений.
- В 1994 году благодаря титаническим усилиям директора Государственного архива литературы и искусства имени Салмана Мумтаза Маарифа Теймурова, вышла в свет книга поэта «Гара дастан». Маариф Теймуров в течение многих лет по крупицам собирал произведения поэта, печатавшиеся в Баку, Ашхабаде, Турции, Иране, Германии и других странах мира. Этот поиск продолжается и ныне, при содействии родственников поэта, писателей и просто поклонников его поэзии.

## Память
- Волею судьбы его сын, живший в Стамбуле, в 1993 году приехал в Баку, гостил у родственников и неожиданно скончался. Он был похоронен в Шувелане.
- Всю свою жизнь Алмас Илдырым мечтал вернуться на Родину. И вернулся благодаря своим замечательным стихам. Сегодня именем Алмаса Илдырыма названы улица и школа, художники пишут его портреты, композиторы сочиняют песни на его стихи.
- О его жизни и творчестве в Азербайджане был снят документальный фильм. Президент Азербайджана Ильхам Алиев включил в список готовящихся к изданию книг «Золотого фонда Азербайджана» стихи Алмаса Илдырыма. Именем поэта названа одна из улиц города Баку.